# Brigitte Lahaie
Brigitte Lahaie, nome artístico de Brigade Van Meerhaegue, (Tourcoing, 12 de outubro de 1955) é uma atriz pornográfica francesa que iniciou sua carreira aos 20 anos de idade, tendo participado de várias produções entre 1976 e 1980.

## Histórico
Em 1980, tendo se tornado uma espécie de ídolo da idade de ouro da indústria de filmes adultos da França, ela decidiu pôr um fim à sua carreira hardcore e começou a aparecer em filmes mais "tradicionais" e "grandes" produções, tais como I comme Icare (Henri Verneuil, 1980) no qual interpreta uma stripper, e em Pour la peau d'un flic (Alain Delon, 1981) no qual faz o papel de uma enfermeira. Todavia, fez também algumas produções softcore e vídeos do subgênero Nazi exploitation durante este período.
Ao fim de sua carreira de atriz, tornou-se famosa para o público em geral participando do famoso programa de rádio francês, Les Grosses Têtes, que é transmitido pela RTL.
Ela também tentou tornar-se cantora, tendo lançado um single, Caresse tendresse. Não fez nenhum sucesso comercial nem teve qualquer repercussão profissional.
Presentemente, ela é a apresentadora do programa diário Lahaie, l'Amour et Vous na RMC Info (das 14:00 às 16:00, hora local) o qual lida basicamente com temas ligados a relacionamentos afetivos e sexuais. Também apresenta um talk show num canal fechado de sexo explícito da TV francesa.
Brigitte Lahaie também é conhecida por seu longevo interesse em equitação, surgido quando ela viu o filme White Mane na adolescência.

## Filmografia (não extensiva)
- Parties fines: primeiro filme de Gérard Kikoïne, no qual Brigitte Lahaie foi "lançada".
- Belles d'un soir: filme cult que reúne três das mais famosas atrizes pornôs francesas dos anos 1970: Brigitte Lahaie, Véronique Maugarsky e Martine Grimaud.
- Parties de chasse en Sologne: grande êxito comercial em fins dos anos 1970.
- Je suis à prendre: outro cult na cena pornô francesa.
- La clinique des phantasmes: produção de Gérard Kikoïne com cenas de fetichismo, voyeurismo e belas atrizes; fez muito sucesso quando foi lançado em 1981.
- La Rabatteuse: lançado em 1978.
- Après par derrière: dirigido em 1979.
- Les petites écolières: (apresentando Marylin Jess): filme mais famoso de Frédéric Lansac e o último filme pornográfico de Brigitte Lahaie.
- Henry & June: filme em língua inglesa mais famoso do qual ela tomou parte. Brigitte faz uma ponta, como uma prostituta.
- Faceless (ou Les Prédateurs De La Nuit, 1988): dirigido pelo realizador Jess Franco.
- Ela estrelou pelo menos cinco filmes dirigidos por Jean Rollin: Fascination, The Grapes of Death (ou Les Raisins de la mort), La Nuit des Traquées, Les Deux Orphelines Vampires e La Fiancée de Dracula.